# Stylonuroidea
Stylonuroidea ist eine Überfamilie der Unterordnung Stylonurina aus der Ordnung der Seeskorpione (Eurypterida).

## Merkmale
Bei den Arten aus der Überfamilie Stylonuroidea war der hintere Rand des Metastoma abgeflacht oder stumpf.

## Fundorte
Vertreter der Überfamilie Stylonuroidea wurden in Nordamerika (Bundesstaaten New York und Pennsylvania) und Europa (England und Schottland) gefunden.

## Systematik
Die Überfamilie wurde 1924 von Karl Diener aufgestellt. Sie beinhaltet nach Lamsdell, Braddy & Tetlie 2010 folgende Familien:
- Parastylonuridae
- Stylonuridae